# 窩夫烤模

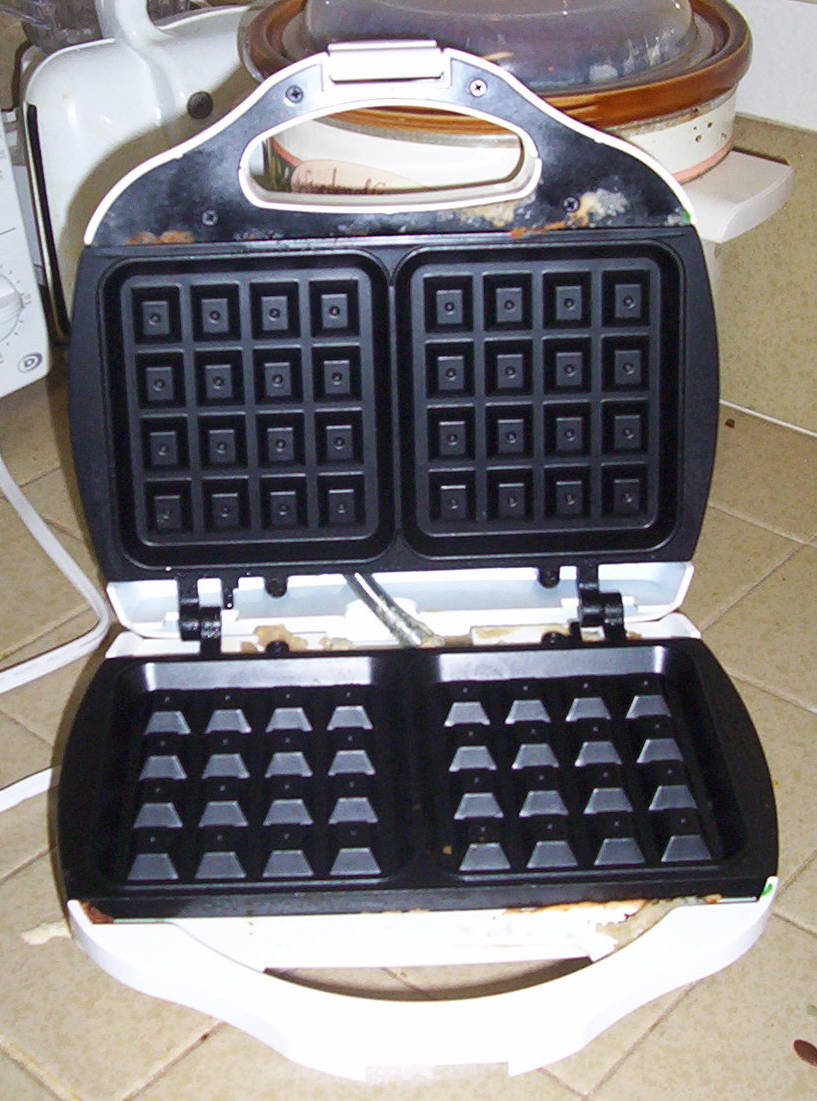
比利时式家用对开式铁心

窩夫烤模（英語：Waffle iron），亦作鬆餅烤盤，是一种制作窩夫的烹饪工具。
一个完整的窩夫烘烤模通常由两块金属模具合叶而成，被用作在窩夫上压制正方形凹印。麵糊（現今多以現成鬆餅粉來調製）被灌入到两块模具之间，再合上模具烘焙出窩夫。
某些窩夫烘烤模内置有电热装置，此種不需再外加爐火的一般稱窩夫機。其他的则不依靠于电热，它们通常都附带有一个手工夹具以便于在明火上烘烤。
窩夫烘烤模有各种各样的外形和大小。某些烤模可以制作出正方形的窩夫，也有一些可以制作出圆形或者三角形的窩夫。还有其他一些烤模可以制作出新颖图案的窩夫，譬如心形或三叶草形。某些铁心被设计为在灌入面糊后可以直接关上，具有将更多空气导入模内使得制作出的窩夫又轻又密。
一些窩夫烘烤模也可被当作三明治烤盤使用，其中可抽取式的窩夫模具可以被较平的三明治烤盤所替换。
和窩夫烘烤模相似的还有曲奇饼烤盤，它们被用作制作一种在意大利很常见的被称作曲奇饼的薄的小甜饼。